# Otto Günsche
Otto Günsche (Jena, 24 de setembro de 1917 — Lohmar, 2 de outubro de 2003) foi um oficial de médio escalão na Waffen-SS da Alemanha nazista durante a Segunda Guerra Mundial. Ele foi membro da Divisão Leibstandarte da SS antes de se tornar ajudante pessoal de Adolf Hitler. Günsche foi feito prisioneiro por soldados do Exército Vermelho em Berlim em 2 de maio de 1945. Depois de ser mantido em várias prisões e campos de trabalho forçado na União Soviética, ele foi libertado da Penitenciária de Bautzen em 2 de maio de 1956.

## Biografia
Otto Günsche nasceu em Jena na Saxe-Weimar-Eisenach. Depois de deixar a escola secundária aos 16 anos, ele se ofereceu para a Leibstandarte SS Adolf Hitler e se juntou ao Partido Nazista em 1 de julho de 1934. Ele conheceu Adolf Hitler em 1936. Ele foi ajudante da SS de Hitler de 1940 a 1941. De 1 de janeiro de 1941 a 30 de abril de 1942, ele frequentou a academia de oficiais da SS. Ele então prestou serviço de combate na linha de frente como comandante da companhia Panzer Grenadier com o LSSAH. Em 12 de janeiro de 1943, Günsche tornou-se ajudante pessoal de Hitler. De agosto de 1943 a 5 de fevereiro de 1944, Günsche serviu na Frente Oriental e na França. Em março de 1944, ele foi novamente nomeado ajudante pessoal de Hitler. Como ajudante pessoal da SS (Adjutor Persönlicher) para Hitler, Günsche também era membro do Führerbegleitkommando que fornecia proteção de segurança para Hitler. Durante a guerra, um ou dois estavam sempre presentes com Hitler durante as conferências de situação militar. Ele esteve presente na tentativa de 20 de julho de 1944 de matar Hitler na Toca do Lobo em Rastenburg. A explosão da bomba estourou os tímpanos de Günsche e o fez receber várias contusões.
Com o fim da Alemanha nazista iminente, Günsche foi encarregado por Hitler em 30 de abril de 1945 de garantir a cremação de seu corpo após sua morte. Naquela tarde, ele montou guarda do lado de fora da sala no Führerbunker onde Hitler e Eva Braun cometeram suicídio. Depois de esperar um curto período de tempo, valet de Hitler, Heinz Linge, abriu a porta do escritório com Martin Bormann ao seu lado. Os dois homens entraram no estúdio com Günsche logo atrás deles. Günsche então deixou o escritório e anunciou que Hitler estava morto. Mais tarde, depois de garantir que os corpos fossem queimados com gasolina fornecida pelo motorista de Hitler, Erich Kempka, Günsche deixou o Führerbunker após a meia-noite de 1º de maio. Em 2 de maio de 1945, Günsche foi feito prisioneiro pelas tropas do Exército Vermelho soviético que cercavam a cidade e voaram para Moscou para interrogatório severo pelo NKVD.

### Pós-guerra e morte
Ele foi preso em Moscou e Bautzen na Alemanha Oriental e libertado em 2 de maio de 1956. Durante a prisão, Günsche e Linge foram as principais fontes para a Operação Mito, a biografia de Hitler que foi preparada para Joseph Stalin. O dossiê foi editado por oficiais do NKVD soviético (posteriormente substituído pelo MVD, separado da agência da KGB, formada em 1954). O relatório foi recebido por Stalin em 30 de dezembro de 1949. O relatório foi publicado em forma de livro em 2005 sob o título: O Livro de Hitler: O Dossiê Secreto Preparado para Stalin a partir das Interrogações dos Ajudantes Pessoais de Hitler.
Günsche morreu de insuficiência cardíaca em sua casa em Lohmar, North Rhine-Westphalia, em 2003. Ele tinha três filhos. O corpo de Gunsche foi cremado.

## Filme
Günsche foi retratado pelo ator Götz Otto em Der Untergang (2004), um filme sobre os últimos dias de Hitler.

### Citações
1. 1 2 3 4 5 6  Joachimsthaler 1999, p. 281.
2. ↑  Hamilton 1984, p. 149.
3. ↑  Hoffmann 2000, pp. 54–56.
4. ↑  Hoffmann 2000, p. 55.
5. ↑  Hamilton 1984, p. 148.
6. ↑  Kershaw 2008, p. 954.
7. ↑  Kershaw 2008, p. 955.
8. 1 2  Linge 2009, p. 199.
9. ↑  Joachimsthaler 1999, p. 156.
10. ↑  Kershaw 2008, pp. 954, 956, 957, 960.
11. ↑  Eberle & Uhl 2005, p. x.
12. ↑  Associated Press 2003.